# Сал (река)
Сал (в верховье Джурак-Сал) — река в Ростовской области и Калмыкии, левый приток реки Дон. Длина — 776 км, площадь водосборного бассейна — 21,3 тыс. км².

## Название
Название реки вероятно происходит от тюркского сала — «приток реки, её рукав, ветвь, разветвление; межгорная ложбина». Различные формы сала часто встречается северной части Ставропольского края в применении к ручьям и рекам, например название реки Кевсала так же восходит к этой тюркской словоформе.
В калмыцком языке имеется подобные слова, так сала имеет значение «балка, овраг», а слово сал  — «плот».

## Общая физико-географическая характеристика
Река берёт начало под названием Джурак-Сал на западных склонах возвышенности Ергени в балке Джурак в Республике Калмыкии, у границы с Ростовской областью. Через 180 км, при впадении реки Кара-Сал, меняет название на Сал.
Кара-Сал и Джурак-Сал имеют небольшую скорость течения, отдельные участки заболочены.
Сал на всём протяжении извилист, вследствие чего более чем в 2,5 раза увеличивает свою длину против длины по прямой. Меандры реки носят самую причудливую форму сложных петель, изгибающихся в различных направлениях. Эти петли, нередко прорываясь, отчленяются от русла, образуя старицы, носящие местное название «лиманов». Обычно они быстро пересыхают, но, благодаря обильному увлажнению при половодье, на них удерживается свежая зелёная растительность.
На степных засушливых площадях долин рек Сал, Джурак-Сал распространены почвы каштанового типа почвообразования, нередко солонцеватые и засоленные, а также комплексы этих почв с солонцами.

## Антропогенное воздействие и экологическое состояние
Районы Ростовской области, занимающие бассейн Сала, являются преимущественно сельскохозяйственными. Суммарная плотность их населения в 2017 году составляла около 13 чел/км², что более чем в три раза меньше плотности населения по Ростовской области. Однако, несмотря на относительно небольшую плотность населения, степень антропогенного воздействия на реку в весьма высока. Сток в бассейне реки значительно зарегулирован: на Сале и его притоках находится более 200 различных гидротехнических сооружений.
Для сельскохозяйственных нужд используются в основном высокоминерализованные подземные воды и воды прудов.
Сточные воды коммунально-бытового и промышленного водоснабжения сбрасываются в притоки Сала — реки Большая Куберле, Малая Куберле и Гашун. В некоторых крупных поселках городского типа система водоотведения имеет плохое состояние и недостаточную мощность. Степень очистки сточных вод некоторых крупных поселков неудовлетворительна.
В реку Сал периодически поступает вода из Цимлянского водохранилища. С 2013 по 2017 год в среднем перебрасывается около 72 млн м³ в год. Основным и самым крупным загрязнителем реки является Семикаракорский филиал ФГБУ «Управление Ростовмелиоводхоз», занимающийся мелиорацией земель и сельскохозяйственным водоснабжением в Ростовской области.

## Речное русло
Русло Сала проложено среди террасовых отложений и несколько возвышается над окружающей долиной. Берега сложены лёссовидными суглинками.
Русло преимущественно мелководно, особенно в среднем течении, между хутором Ильинов и поселком Южный. Однако, наряду с мелководьем в русле встречаются глубокие плёсы, достигающие 5-7 м в межень, как, например, выше хутора Крепянки. В русле имеется много выходов мощных источников. Это объясняется тем, что грунтовые воды залегают на 2-5 м выше меженнего уровня реки, благодаря чему река как бы дренирует окружающую поверхность, отсасывая её воды. Иногда источники выходят на склонах русла и долины, вызывая заболоченность. В нижнем течении, вследствие пониженного плоского рельефа долины, заболоченность является почти постоянной, так как вода, задерживаясь во всех малых понижениях рельефа помимо стариц, имеющих местное название «чигонаки», густо заросших камышом, — образует значительную водную поверхность, а в устьевом участке заболоченность занимает господствующее положение. Во многих местах речное русло настолько сильно заросло камышом, что водное зеркало бывает незаметно даже на близком расстоянии. Заболачивание способствует ежегодному отложению наносов в пойме после разливов высокой воды, достигающему, от 3 до 20 см.
Изменение русла
До 1915 года Сал впадал в Дон около станицы Раздорской. Однако во время паводка 1915 году Сал, затопив невысокие берега, прорвался в намечавшееся ранее русло и ныне коротким рукавом впадает в 2,0-2,5 км ниже города Семикаракорска, имея в самом устье узкое русло, шириною около 14-18 м, несмотря на то, что ширина русла в нижнем течении — 80-100 м.

## Бассейн

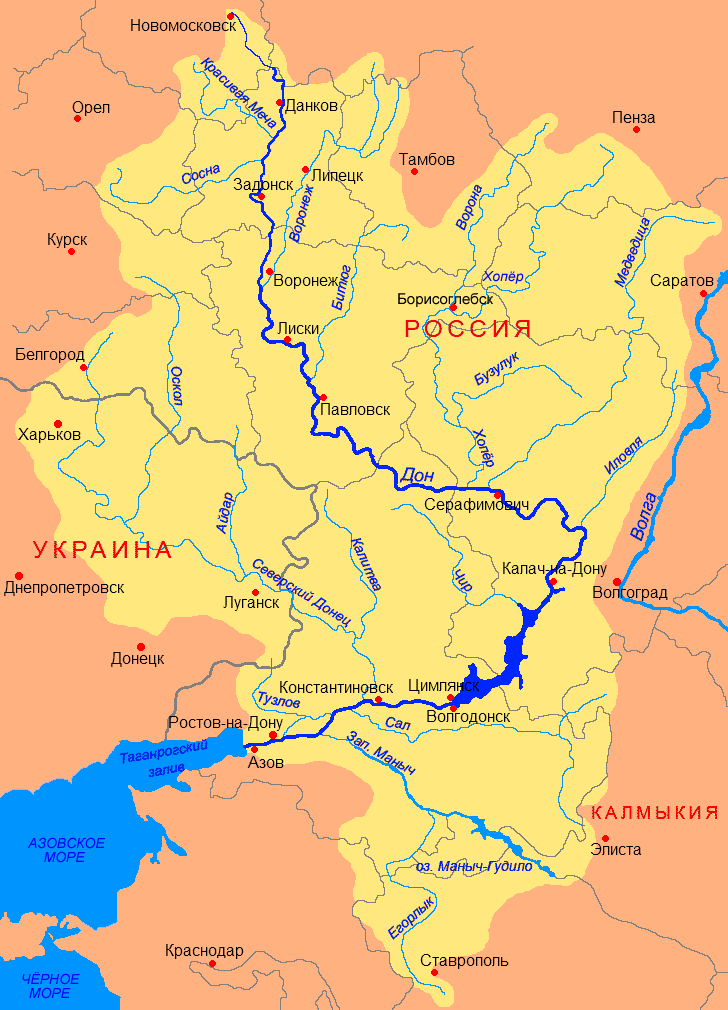
Бассейн Дона

Водосборная площадь представляет довольно равнинную степь (см. Сальские степи), верхняя, восточная часть которой достигает высоты 120 м. Площадь водосборного бассейна составляет 21 300 км². Площадь водосбора асимметрична и левая часть бассейна больше правой. Сало-Манычский водораздел достаточно повышен, проходя по Ергеням. Водораздельная линия между Салом и Доном проходит гораздо ближе к Салу, особенно в нижнем течении. Поэтому значительные притоки Сала имеются только слева, а справа кроме небольшого притока р. Ерик, впадающего в Сал, чуть ниже хутора Щеглов, имеются только короткие, но очень глубокие балки.

## Притоки
Согласно данным государственного водного реестра в Сал впадают (от устья):
- река Большая Куберле (балка Куберле)
- река Малая Куберле (Куберле, бал. Мал. Куберле)
- река Мазанка (Худжурта, балка Большая Мазанка)
- река Ерик (балка Ерик)
- река Большой Гашун (балка Большой Гашун)
- река Кара-Сал (Карасал, Хамкурка, Сал)
- река Амта
- река Загиста (Зегиста)
- река Булукта

## Гидрология
Бассейн верхнего течения Сала отличается наибольшей засушливостью климата. Осадков здесь выпадает около 300 мм в год, а испарение, вследствие высокой летней температуры, продолжительных сухих ветров и в связи с этим малой относительной влажности воздуха, чрезвычайно большое. Вследствие этих особенностей климата роль летних осадков в питании реки невелика. Половодье приходится на март — апрель, в отдельные годы, после снежных зим, с большим подъёмом уровня воды. Среднегодовой расход воды в устье (у станицы Батлаевской) — 15 м³/с, в 205 км от устья — 9,9 м³/с.
| Расчётные максимальные расходы воды в устье (м³/с) |

Для реки характерна летне-осенняя межень, которая иногда прерывается дождевыми паводками. В верхнем и среднем течении летом пересыхает в разные годы от 8 до 200 суток. В среднем течении река получает подпитку водой из Цимлянского водохранилища по Донскому магистральному каналу. Замерзает Сал в середине декабря, ледостав неустойчивый и держится до конца марта, в редкие суровые зимы в верховьях перемерзает.

## Гидрохимия
В большинстве водотоков бассейна реки Сал преобладают воды сульфатно-натриевого типа, которые сменяются водами хлоридно-натриевого типа на местах выхода грунтовых вод.
В ранее проведенных исследованиях гидрохимического режима реки Сал сравнительный анализ данных за два исследуемых периода (2001—2007 гг. и 2011—2017 гг.) показал, что в химическом составе воды реки Сал произошли следующие изменения:
— увеличение органических веществ по БПК5 (на 8 %), ионов магния (на 9 %), увеличение суммы ионов (на 37 %), соединений железа (на 40 %), содержания сульфатов (на 58 %), нефтепродуктов (на 150 %) и азота аммонийного (на 667 %);
— снижение содержания органических веществ по ХПК (на 9 %), фосфора фосфатного (на 9 %), азота нитритного (на 29 %) и соединений меди (на 75 %).
Анализ кратности превышения ПДК по среднемноголетним значениям концентраций химических компонентов в реке Сал за два периода показал, что:
— максимальное превышение отмечается по концентрациям ионов меди (до 4 ПДК), сульфатов (3,04 и 4,81 ПДК) и нитритов (2,80 и 2,00 ПДК в 2001—2007 и 2011—2017 гг. соответственно);
— превышения на уровне 1,0-2,0 ПДК характерны для таких ингредиентов, как ионы магния, соединения железа, легкоокисляемые органические вещества по БПК5, органические вещества по ХПК.
| Компонент       | Период    | Период    |
| Компонент       | 2001-2007 | 2011-2017 |
| Сумма ионов     | 1137      | 1556      |
| Сульфаты        | 304       | 481       |
| Магний          | 58,0      | 63,5      |
| ЛООВ (по БПК5)  | 2,77      | 3,00      |
| ОВ (по ХПК)     | 34,0      | 30,8      |
| Азот аммонийный | 0,03      | 0,23      |
| Азот нитритный  | 0,056     | 0,040     |
| Фосфор фосфатов | 0,11      | 0,10      |
| Железо          | 0,15      | 0,21      |
| Соединения меди | 0,004     | 0,001     |
| Нефтепродукты   | 0,02      | 0,05      |